# Gare de Tango-Yura
La gare de Tango-Yura (丹後由良駅, Tango-Yura-eki) est une gare ferroviaire localisée dans la ville de Miyazu, dans la préfecture de Kyoto, au Japon. La gare est exploitée par la compagnie Kyoto Tango Railway, sur la ligne Miyazu.

## Disposition des quais
La gare de Tango-Yura est une gare disposant de deux quais et de deux voies
| N° de voie | Ligne        | Direction     |
| ---------- | ------------ | ------------- |
| 1          | ▆ KTR Miyazu | Nishi-Maizuru |
| 2          | ▆ KTR Miyazu | Miyazu        |

## Gares/Stations adjacentes
| Kyoto Tango Railway |              |               |              |                         |
| Direction Miyazu    | Ligne Miyazu | Ligne Miyazu  | Ligne Miyazu | Direction Nishi-Maizuru |
| Kunda M13           |              | Rapid Service |              | Nishi-Maizuru M08       |
| Kunda M13           |              | Local         |              | Tango-Kanzaki M11       |